# Centrale nucleare di Vogtle
La centrale nucleare Alvin Vogtle è una centrale nucleare americana, situata nella Contea di Burke, vicino ad Augusta, in Georgia. La centrale è intitolata a Alvin Vogtle, un eroe di guerra e presidente della Southern Company. Ognuna delle due unità in funzione è un reattore PWR Westinghouse, con turbine e generatori elettrici dalla General Electric. Le unità 1 e 2 furono completate nel 1987 e nel 1989 e hanno una potenza di circa 1200 MW ognuno. Sono poi in costruzione 2 reattori AP1000 da 1117 MW ognuno.

## Espansione dell'impianto
La centrale ha avuto molta risonanza nel mondo per essere il primo progetto della rinascita dell'industria nucleare americana, ferma da un trentennio per gli ordinativi di nuovi reattori. Utilizzando l'Energy Policy Act, il 16 febbraio 2010, l'amministrazione Obama ha approvato la richiesta di un prestito agevolato della Southern Company per 8,3 miliardi di dollari: tale compagnia ha in programma la costruzione di due reattori di tipo AP1000 presso la centrale nucleare Vogtle nella contea di Burke in Georgia, unità che dovrebbero essere ultimate entro il 2023.